# Вандернберг Вилиџ (Калифорнија)
Вандернберг Вилиџ (енгл. Vandenberg Village) насељено је место без административног статуса у америчкој савезној држави Калифорнија.

## Демографија
По попису из 2010. године број становника је 6.497, што је 695 (12,0%) становника више него 2000. године.
| Група             | 2000.         | 2010.         |
| Белци             | 4.633 (79,9%) | 4.385 (67,5%) |
| Афроамериканци    | 325 (5,6%)    | 271 (4,2%)    |
| Азијати           | 174 (3,0%)    | 323 (5,0%)    |
| Хиспаноамериканци | 515 (8,9%)    | 1.216 (18,7%) |
| Укупно            | 5.802         | 6.497         |